# Ivan Čupić
Ivan Čupić (født 27. marts 1986 i Metković, Jugoslavien) er en kroatisk håndboldspiller, der til dagligt spiller for den slovenske ligaklub RK Velenje. Han kom til klubben i 2008 fra spanske Octavio Vigo.

## Landshold
Čupić var en del af det kroatiske landshold, der vandt sølv ved EM 2008 i Norge, hvor holdet i finalen blev besejret af Danmark. Under en træninglejr før OL i Beijing mistede Ivan ca. halvdelen af højre ringfinger, da han faldt og greb fat i en stålwire, der sammen med vielsesringen skar fingeren over. Dermed gik han glip af OL-deltagelsen, men han kunne senere fortsat spille håndbold og var tilbage på landsholdet, der i januar 2009 spillede VM på hjemmebane i Kroatien.